# Musikjahr 1513
Liste der Musikjahre

◄◄ | ◄ | 1509 | 1510 | 1511 | 1512 | Musikjahr 1513 | 1514 | 1515 | 1516 | 1517 | ► | ►►

Weitere Ereignisse
Dieser Artikel behandelt das Musikjahr 1513.

## Ereignisse
- 19. Februar: Mit der Konstitution In Altissimo etabliert Papst Julius II. formal den Chor Cappella Giulia im Petersdom in Rom. Da er bereits zwei Tage später stirbt, dauert es bis zum Jahr 1534 bis zur tatsächlichen Umsetzung der Konstitution.
- Nach dem 11. März: Heinrich Isaac, Günstling der Medici in Florenz, gratuliert dem neuen Papst Leo X. mit der Motette Optime divino date munere pastor zu seiner Wahl.
- Martin Agricola, der zunächst auf dem elterlichen Hof arbeitet, reist ab 1510 durch den ostdeutschen Raum. Während dieser Phase eignet er sich als Autodidakt die Grundlagen seines musikalischen Wissens an. Die Stationen seiner Reise sind unbekannt, vermutlich gehörten Frankfurt (Oder) und Leipzig zu ihnen.
- Bonifacius Amerbach, der zunächst an der Artistenfakultät der Universität Basel studiert und dort Musiktheorie gehört hatte, setzt ab 1513 seine Studien an der Universität Freiburg im Breisgau fort, wo er sich der Rechtswissenschaft zuwendet. Hier steht er in freundschaftlicher Verbindung zu Sixt Dietrich und dem Organisten Hans Weck.
- Noel Bauldeweyn wirkt von 1509 bis 1513 als magister cantorum in der Kirche St. Rombaut in Mecheln in der Nachfolge von Jean Richafort. Dies belegt ein Vermerk über die Tätigkeit von „Natalis Balduini“ in den Kapitularakten der Kirche St. Rombaut. Im Jahr 1513 nimmt Nicolas Champion Bauldeweyns Stelle an St. Rombauts ein, aber die Umstände seiner Verabschiedung und wohin er geht, sind nicht bekannt.
- Antoine Brumel, der bis 1510 Kapellmeister an der Hofkapelle der Familie d’Este in Ferrara war, lebt in Mantua. Folgt man dem Autor Vincenzo Galilei, soll sich Brumel zusammen mit anderen franko-flämischen Komponisten im Jahr 1513 zur Krönung von Papst Leo X. nach Rom begeben haben, weil diesem Papst aus der Familie der Medici der Ruf einer großen Musikliebe vorauseilt. So plausibel diese Behauptung ist, so wenig ist sie dokumentarisch belegt.
- Hans Buchner ist Domorganist am Münster zu Unserer Lieben Frau in Konstanz.
- Marco Cara steht seit 1495 und bis 1525 als Lautenvirtuose im Dienst der Familie Gonzaga in Mantua, die zu seiner Zeit Künstler aller Richtungen fördert.
- Carpentras, der ein paar Jahre am Hof von Ludwig XII. von Frankreich gearbeitet hat, kehrt 1513 nach Rom zurück und arbeitet wieder für die päpstlichen Kapelle. Er verspricht ausdrücklich mit der Komposition weltlicher Musik aufzuhören.
- Nicolas Champion ist Mitglied in der Hofkapelle Karls V. Hier nimmt er einen hohen Rang ein und wird sehr gut bezahlt, wenn er auch nicht den Rang von Pierre de la Rue erreicht. Durch seine guten Kontakte und seine Dienste bei Hof erwirbt er von 1508 bis etwa 1520 eine Reihe von Benefizien in den Städten Brügge, Namur, Lens, Lier, Oostvoorne, Valenciennes, Geervliet und Brielle.
- Josquin Desprez ist seit 1504 Propst an seiner früheren Wirkungsstätte Condé-sur-l’Escaut. Er wird als monsieur le prevost messire Josse des pres bezeichnet. Die Stellung ist für den ehemaligen Kapellmeister nicht nur wegen seines dortigen Haus- und Grundbesitzes attraktiv, sondern noch mehr wegen der guten Personalausstattung der Kirche und der Qualität der dortigen Musikausübung, die nur noch von der Kathedrale in Cambrai und von Saint-Vincent in Soignies übertroffen wird. Der Propst hat hier (nach einer Aufstellung aus dem Jahr 1523) die weltliche Macht im Kirchensprengel inne und ist der Vorgesetzte des Dekans, des Schatzmeisters, von 25 Kanonikern, 18 Kaplänen, 16 Vikaren und sechs Chorknaben, dazu einigen Priestern ohne Pfründe; in den aufwändig gestalteten Gottesdiensten wirkt in der Regel ein Chor aus den Vikaren und Chorknaben mit, so dass bis zu 22 musikgeübte Stimmen zur Verfügung stehen und bis zu sechsstimmige Werke aufgeführt werden können. In dieser Stellung wirkt Josquin Desprez 17 Jahre lang bis zu seinem Lebensende. Der Komponist verhandelt im Januar 1513 mit der römischen Kurie wegen eines Benefiziums in Tournai.
- Antonius Divitis ist Sänger in der Hofkapelle der französischen Königin Anne de Bretagne, wo zu dieser Zeit auch Jean Mouton, Claude de Sermisy und Jean Richafort angestellt sind.
- Der spanische Komponist, Poet und Dramatiker Juan del Encina schreibt sein Drama Égloga de Plácida y Victoriano.

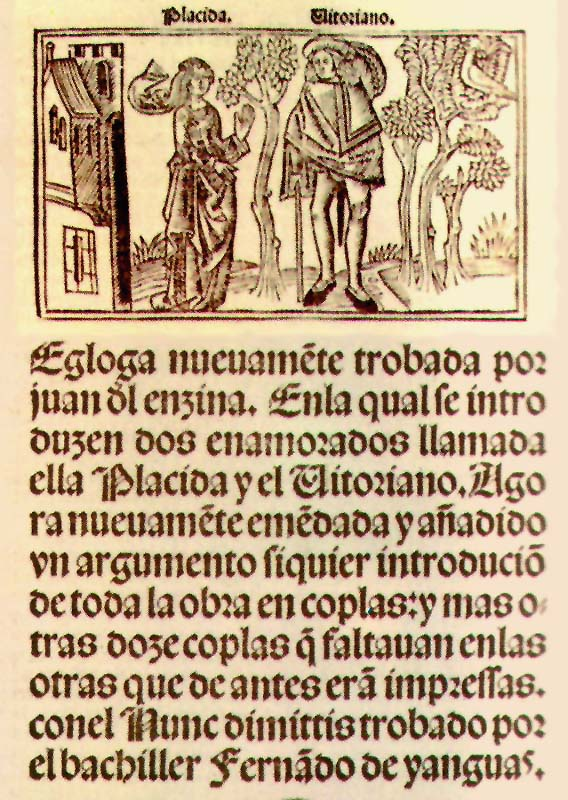
Titelblatt des Dramas Égloga de Plácida y Vitoriano von Juan del Encina (1513)

- Pedro de Escobar ist Magister Puerorum an der Kathedrale in Sevilla bis zu seiner Amtsniederlegung 1514.
- Heinrich Finck ist als „capellmaister“ bzw. als „singemeister“ mit 60 Gulden Jahresgehalt am Stuttgarter Hof von Ulrich von Württemberg (Amtszeit mit Unterbrechungen 1498 bis 1550) angestellt.
- Lodovico Fogliano ist 1513 und 1514 Sänger der Cappella Giulia an St. Peter in Rom.
  - Nicolas Gombert ist möglicherweise ein Schüler von Josquin Desprez, der seit dem Jahr 1504 im etwa 40 km entfernt gelegenen Condé-sur-l’Escaut als Propst tätig ist.
  - Lupus Hellinck, der seit 1511 – vom Chordienst freigestellt – den Schulunterricht besucht hatte, kehrt am 16. November 1513 wieder als Kirchendiener an St. Donatian nach Brügge zurück.
- Paul Hofhaimer lebt in Augsburg, der „heimlichen Hauptstadt“ von Kaiser Maximilian I., wo er unter dessen Gunst freischaffend tätig ist.
  - Erasmus Lapicida ist als Sänger und Komponist religiöser Lieder an der Hofkapelle des Pfälzer Kurfürsten Ludwigs V. (Regierungszeit 1508–1544) in Heidelberg tätig bis etwa zum Jahr 1520.
  - Georg Liban, der 1511 in Krakau den akademischen Grad eines Magisters erlangt hat, hält Vorlesungen an der Universität und ist von etwa 1506 bis 1528 an der Schule der Marienkirche als Kantor tätig.
  - Jean Mouton ist Mitglied der Hofkapelle von Königin Anne de Bretagne, der Ehefrau von König Ludwig XII. von Frankreich (Regierungszeit 1498–1515). In ihrer Hofkapelle sind mehr Komponisten versammelt als in der von König Ludwig, außer Mouton beispielsweise Antonius Divitis, Jean Richafort und Claudin de Sermisy.
- Marbrianus de Orto, der seit 1510 premier chapelain der Hofkapelle der Regentin Margarete von Österreich in Brüssel ist, wechselt sich in diesem Amt bis 1517 mit Anthoine de Berghes ab. Dieser Wechsel hängt mit Residenzpflichten an anderen Kirchen zusammen, nachdem er ab 1510 als Kanoniker an der Kathedrale Notre-Dame in Antwerpen (Liebfrauenkirche) und ab 1513 in der gleichen Funktion an Saint-Gudule in Brüssel tätig ist.
- Francisco de Peñalosa ist Mitglied der königlichen spanischen Kapelle. Seit 1511 ist er auch als Musiklehrer für den Thronerben Ferdinand I. tätig; seinen Dienst als Sänger in der spanischen königlichen Kapelle versieht er bis zum Tode des Königs im Jahre 1516.
- Jean Richafort ist wahrscheinlich seit August 1509 Mitglied der Kapelle der französischen Königin Anne de Bretagne. Seit November 1512 hat er eine Pfründe, die in der Bretagne liegt.
- Georg Rhau studiert seit dem 15. April 1513 Philosophie an der Universität Wittenberg.
- Pierre de la Rue ist – wie Nicolas Champion und Marbrianus de Orto – in der Hofkapelle der Regentin Margarete von Österreich in Brüssel tätig. Der Komponist bleibt bis 1516 am Hof der Statthalterin in Mecheln, deren Lieblingskomponist er wird, und zu deren Ehren er zahlreiche Gelegenheitskompositionen schreibt.
- Claudin de Sermisy wirkt als Geistlicher in der Diözese Noyon und als Sänger in der Privatkapelle von Königin Anne de Bretagne.
- Petrus Tritonius lehrt von 1513 bis 1519 in Hall.
- Johannes Wannenmacher, der seit dem 13. Februar 1510 in Bern als Kantor gewirkt hat, sucht am 6. April 1513 wohl seinen Bruder in Neuenburg zu einem 14-tägigen Urlaub auf, um danach die Stelle des Succentors in Bern anzutreten. Wohl am 17. September 1513 verlässt Wannenmacher dann Bern gänzlich und siedelt in das schweizerische Freiburg über, wo er vom Rat als Kantor an die St. Nikolaikirche berufen wird.

## Vokalmusik

### Weltlich
- Heinrich Isaac – Motette Optime divino date munere pastor
- Peter Schöffer – 62 Lieder, 1513: Noten und Audiodateien im International Music Score Library Project

## Geboren

### Geburtsdatum gesichert
- 14. Februar: Domenico Ferrabosco, italienischer Sänger, Kapellmeister und Komponist († 1574)
- 01. März: Francisco de Salinas, spanischer Musiker, Organist, Musiktheoretiker und Lehrer († 1590)

### Genaues Geburtsdatum unbekannt
- Antonio Doni, italienischer Schriftsteller, Herausgeber und Musiker des Manierismus († 1574)

### Geboren um 1513
- Nicolao Dorati, italienischer Posaunist, Kapellmeister und Komponist († 1593)

## Gestorben

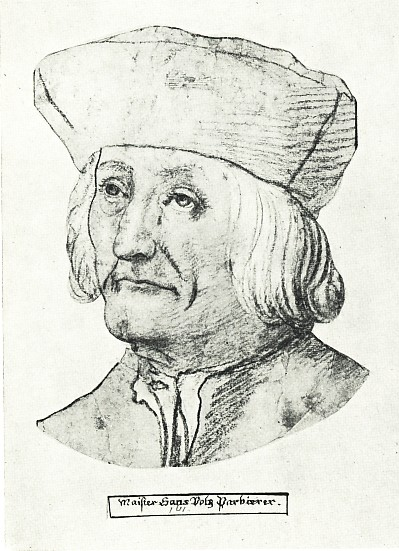
Hans Folz

### Todesdatum gesichert
- 00. Januar: Hans Folz, deutscher Meistersinger (* um 1435 oder 1440)

### Gestorben um 1513
- Antoine Brumel, franko-flämischer Komponist, Sänger und Kleriker (* um 1460)